# Metalinhomoeus timmi
Metalinhomoeus timmi is een rondwormensoort uit de familie van de Linhomoeidae.